# ГЕС Бінга
ГЕС Бінга — гідроелектростанція на Філіппінах на острові Лусон. Знаходячись між ГЕС Амбукало (вище по течії) та ГЕС San Roque, входить до складу каскаду на річці Агно, яка впадає у затоку Лінгайєн на західному узбережжі острова.
У межах проєкту річку перекрили кам'яно-накидною греблею із глиняним ядром висотою 107 метрів та довжиною 215 метрів. Вона утворила водосховище з первісним об'ємом 95 млн м3, в якому припускалося коливання рівня в операційному режимі між позначками 566 та 575 метрів НРМ. Внаслідок активного надходження осаду об'єм сховища скоротився у кілька разів і станом на 2015 рік становив лише 22,8 млн м3 (у тому числі корисний об'єм 17,6 млн м3).
Зі сховища ресурс подається по тунелю до розташованого за 0,8 км машинного залу, спорудженого у підземному виконанні (при цьому відстань між греблею та залом по річищу річки становить 1,8 км).
В 1960 році станція ввійшла в експлуатацію з потужністю 100 МВт та проєктним виробітком 516 млн кВт·год. Через певний час занесення сховища призвело до того, що експлуатація ГЕС стала неможливою.  У 2008-му її викупила компанія SN Aboitiz, котра провела реабілітацію та модернізацію об'єкта. Зокрема, спорудили новий водозабір та довели потужність кожного з чотирьох гідроагрегатів до 35 МВт. Встановлені тут турбіни типу Френсіс при напорі у 156 метрів тепер забезпечують виробництво 238 млн кВт·год електроенергії на рік.
Окрім виробітку електроенергії, комплекс виконує протиповеневу функцію.